# El centro sin orilla
El centro sin orilla es una colección de 23 ensayos del poeta y humanista mexicano Ernesto de la Peña publicados en 1997. La mayor parte de ellos están dedicados a las culturas antiguas y medievales, sus concepciones míticas, religiosas y filosóficas, entre las que destacan las tradiciones bíblicas, la sexualidad divina, las leyendas artúricas, la escatología musulmana e incluso la teoría del unicornio. Ello en un "afán de divulgar las fuentes en que se abrevan los humanistas, pero que también se permita que esgrima esos viejos amores, que suelen ser los de mayor arraigo". Roberto Sánchez Valencia en la Obra Reunida sobre Ernesto, menciona que de la Peña aborda temas de tradición humanística que requieren de un profundo conocimiento de las lenguas originales, para comprender el pensamiento de las culturas, como en el caso de Nestorio y su doctrina.
En El centro sin orilla, de la Peña revela sus aficiones y proclividades intelectuales, presenta problemas y planteamientos a los lectores contemporáneos. Plantea propuestas sobre todo en el terreno teológico. Según sus propias palabras, pretende, además de informar, "inquietar deleitando"
Los ensayos se agrupan bajo los siguientes rubros: 
- Sirenas
- Fiestas
- Nubes
- Sitios. Libros
- Ventura